# Gilda Abreu
Gilda Abreu o Gilda de Abreu (París, 23 de septiembre de 1904 - Río de Janeiro, 23 de noviembre de 1979) fue una cantante, compositora, actriz, directora de cine, guionista y productora de cine brasileña, que también se desempeñó en una ocasión con montajista.

## Biografía
Hija del doctor João Abreu y de la cantante lírica portuguesa Nícia Silva, nació 23 de septiembre de 1904 en París (Francia) y unos años después, poco antes del comienzo de la Primera Guerra Mundial, su familia volvió a Brasil. Allí Abreu estudió canto en el Instituto Nacional de Música y trabajó en conciertos y fiestas benéficas, así como en la revista Ondas Sonoras, de Bastos Tigre. Esta fue su primera incursión en el mundo del teatro, a la que seguiría la obra A Canção Brasileira, de Luiz Iglésias y Miguel Santos, y muchas otras. En 1933 conoció y se casó con el cantante Vicente Celestino, con quien trabajaría en numerosas ocasiones.
Debutó en el cine con la comedia romántica Bonequinha de Seda (1936), dirigida y escrita por Oduvaldo Viana. Abreu recibió el papel protagonista, que incluso la obligó a pasar por quirófano para arreglar su rostro, después de que la cantante y actriz Carmen Miranda renunciara a él debido a otros compromisos. Tras el éxito que cosechó la película, Oduvaldo volvió a llamarla un año después para Alegria. En 1946 Abreu hizo su debut como directora, guionista y productora con O Ébrio, en la que contó con la ayuda de su marido para redactar el guion.

## Filmografía
| Año  | Película                     | Rol    | Rol       | Rol       | Rol        | Rol        |
| Año  | Película                     | Actriz | Directora | Guionista | Productora | Montajista |
| ---- | ---------------------------- | ------ | --------- | --------- | ---------- | ---------- |
| 1936 | Bonequinha de Seda           | Sí     |           |           |            |            |
| 1937 | Alegria                      | Sí     |           |           |            |            |
| 1946 | O Ébrio                      |        | Sí        | Sí        | Sí         |            |
| 1949 | Pinguinho de Gente           |        | Sí        | Sí        |            | Sí         |
| 1951 | Coração Materno              | Sí     | Sí        | Sí        | Sí         |            |
| 1955 | Chico Viola Não Morreu       |        |           | Sí        |            |            |
| 1973 | Mestiça, a Escrava Indomável |        |           | Sí        |            |            |
| 1977 | Canção de Amor               |        | Sí        | Sí        |            |            |

## Biografía
- RAMOS, Fernão & MIRANDA, Luiz Felipe (2000). «Abreu, Gilda». Enciclopédia do cinema brasileiro. São Paulo: Senac. ISBN 85-7359-093-9.
- TRELLES PLAZAOLA, Luis (1989). «Abreu, Gilda de». South American Cinema: Dictionary of Film Maker. Puerto Rico: Universidad de Puerto Rico. ISBN 0-8477-2011-X.